# Carl Hilty

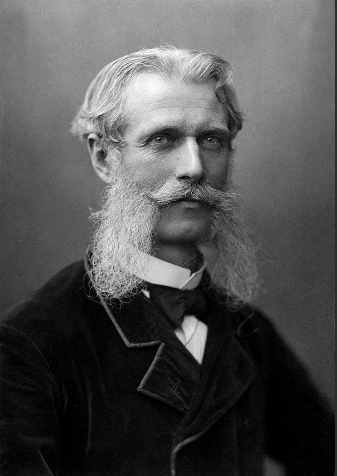
Carl Hilty um 1890

Carl Andreas Hilty (* 28. Februar 1833 in Werdenberg bei Grabs, Kanton St. Gallen; † 12. Oktober 1909 in Clarens bei Montreux) war ein Schweizer Staatsrechtler, Politiker, Ethiker und Laientheologe.

## Leben

### Familie und frühe Karriere
Hilty wurde als Sohn des in Chur tätigen Arztes Johann Ulrich Hilty geboren, der 1835 wegen der über Jahrhunderte gewachsenen Verbundenheit seiner Familie mit der Ortschaft Werdenberg das verwahrloste Schloss Werdenberg ersteigerte. Seine aus Chur stammende Frau Elisabeth (geb. Kilias), die bereits 1847 verstarb, war die Tochter eines ehemaligen französischen Regimentsarztes.
Nach dem Besuch der Volksschule in Chur absolvierte Hilty dort von 1844 bis 1850 die Evangelische Kantonsschule.
Von 1851 bis 1853 studierte Hilty Jurisprudenz an der Universität Göttingen und promovierte 1854 an der Universität Heidelberg zum Doctor iuris utriusque. Im Anschluss unternahm er Sprachreisen nach Paris und London.
Von 1855 an leitete er für fast zwei Jahrzehnte eine Anwaltskanzlei in Chur. Schon in dieser Zeit fühlte er sich als Verfechter der direkten Demokratie berufen, da er als Nichtbürger des Kantons Graubünden «keinerlei bloss aus dem Blute stammende Vorliebe für die althergebrachten Institutionen des Landes» hatte.
1857 heiratete Hilty nach kurzer Verlobungszeit Johanna Gaertner, die aus einer liberalen preußischen Juristenfamilie stammte. Ihr bereits 1842 verstorbener Vater Gustav war Rechtsprofessor in Bonn gewesen. Ihre Mutter Marie Simon, die in Breslau als Tochter eines Gerichtsrates und Vorsitzenden der preußischen Juristenprüfungskommission geboren wurde, hatte 1849 einen politischen Roman über die Deutsche Revolution von 1848/1849 geschrieben und veröffentlicht. In der nachfolgenden Reaktionsära musste sie offenbar wie ihr Bruder Heinrich Simon, der ein prominentes Mitglied der Frankfurter Nationalversammlung gewesen war, wegen ihrer liberalen Ansichten in die Schweiz flüchten. Johannas Patenonkel war der nationalistische und demokratische Schriftsteller Ernst Moritz Arndt, der ebenfalls ein ehemaliger Abgeordneter der Nationalversammlung war.
Hiltys Schwester Anna war mit dem Juristen und Brigadier Hans Hold verheiratet, einem der führenden Bündner Freisinnigen in der zweiten Hälfte des 19. Jahrhunderts.

### Tätigkeit beim Militär, als Staatsrechtler und Nationalrat

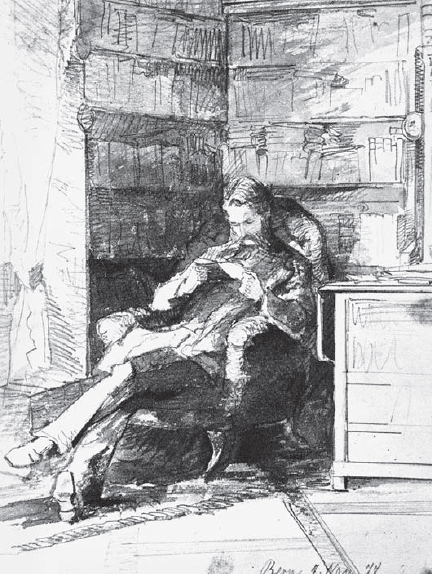
Hilty in seiner frühen Berner Zeit, Porträt der Malerin Clara von Rappard

Ab 1862 trat Hilty zusätzlich zu seiner Kanzleiarbeit dem Justizstab des Schweizer Militärs bei.
1872 wurde er auch Mitglied des Churer Grossen Stadtrats.
Sein Eintreten für die Schweizer Rechtsvereinheitlichung brachte ihm 1874 – offenbar für ihn selbst "unerwartet" – die Berufung durch den Berner Regierungsrat als Professor auf Lebenszeit ein. An der Universität Bern unterrichtete er zunächst Schweizer Bundesrecht und kantonales Staatsrecht, ab 1882 auch allgemeines Staats- und Völkerrecht. Seine Vorlesungen gewannen einen solchen Ruf, dass sie auch von Bundesräten besucht wurden.
1886 heiratete Hiltys Tochter Maria den Neuenburger Juraprofessor Fritz Henri Mentha.
Am 1. Dezember 1890 trat Hilty erstmals für den Wahlkreis St. Gallen-Mitte sein Mandat als Nationalrat im Schweizer Parlament an. Er tat dies zunächst für die Freisinnige Linke (FL), drei Jahre später für die Demokratische Partei (DP) und ab 1896 bis zu seinem Tode für die Freisinnig-Demokratische Partei (FDP). In dieser Zeit erwarb er sich den Ruf, «eine Art Gewissen der Nation» zu sein.
1892 wurde Hilty als Oberauditor Leiter der Militärjustiz.
1899 vertrat er die Schweiz als Delegierter an der ersten Haager Friedenskonferenz, auf der am 29. Juli das Abkommen zur friedlichen Erledigung internationaler Streitfälle unterzeichnet wurde. Aus diesem ging der Ständige Schiedshof in Den Haag hervor.
1904 gehörte er dem Präsidium des 1. Internationalen Kongresses gegen Mädchenhandel in London an.
1906 verlieh ihm die Universität Genf die Ehrendoktorwürde.
1909 ernannte der Bundesrat Hilty zu einem der drei Vertreter der Schweiz am internationalen Haager Schiedsgerichtshof.

### «Glück» und «Politische Jahrbücher»
Bekannt wurde Hilty in jenen späten Jahren vor allem durch seine philosophisch-theologischen Schriften. Seine Darlegungen zur Frage «Was ist Bildung?» gründen in der Erkenntnis, dass allein durch die Überwindung des menschlichen Zwiespalts wahre Bildung und Glück zu erreichen sind. Mit seinen drei Bänden «Glück» – erschienen ab 1890 – hatte Hilty auch publizistisch grossen Erfolg. Die Glücksbände erreichten enorm hohe Auflagen, gingen noch während seiner Lebenszeit in die Zehntausende. Es kam zu Übersetzungen und Ausgaben ins Russische, Skandinavische, und sogar in Amerika erschien eine Sammlung mit Aufsätzen. Diese Bücher gehörten auch zur Lektüre von Konrad Adenauer, dem sie vor allem in der finsteren Zeit des Nationalsozialismus geistige Orientierung gegen das Regime gegeben haben.
Sein Schaffen spiegelt seine Begabungen in Politik, Recht, Lebenshilfe (Psychologie/Medizin) und Religion (er war kein akademisch gebildeter Theologe, ist von diesen bis heute nicht anerkannt) wider, die die Basis für sein publizistisches Schaffen bildeten (vorab seine heute noch vereinzelt überlieferten Zitate!), das in der Glücksforschung der Moderne ihren Niederschlag findet. Hilty definierte als Elemente des Glücks die «Gottesnähe» und «Arbeit», worunter er das aktive, auch politische Mitwirken am Reich Gottes verstanden hatte.

Theologisch distanzierte er sich nach anfänglicher Zustimmung von David Friedrich Strauß. Richard Rothe und August Tholuck sagten ihm mehr, auch Adolf von Harnack. Ganz nah stand er zu den Blumhardts. Er hatte die Blätter aus Bad Boll abonniert. In der Institutio Christianae Religionis von Johannes Calvin sah er das beste protestantische Lehrgebäude, auch wenn er seine Prädestinationslehre verwarf. An Literatur empfahl er u. a. die Pilgerreise zur seligen Ewigkeit von John Bunyan, dann Johann Heinrich Jung-Stilling, Gerhard Tersteegen und die Lieder von Nikolaus Ludwig von Zinzendorf, aber auch die alttestamentlichen Predigten von Charles Haddon Spurgeon. Hilty sah in der Christozentrität seines Glaubens die höchste Erwerbung seines Lebens.

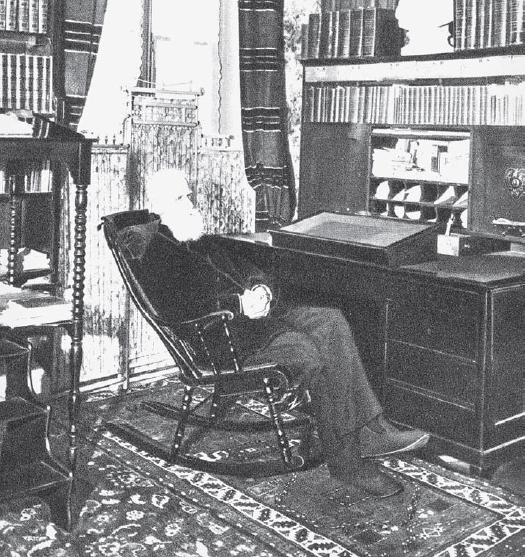
Hilty in seinen späten Jahren

Neben Vorlesungen zur eidgenössischen Geschichte bilden vor allem seine selbst herausgegebenen Politischen Jahrbücher der Schweizerischen Eidgenossenschaft (1886–1909) ein Werk «von einem großen Umfang und unausgeschöpfter Tiefe» (Friedrich Seebaß). So forderte Hilty etwa bereits im Jahrbuch von 1897 das Frauenstimmrecht und bezeichnete es als «die weitaus grösste der noch zur Lösung ausstehenden Staatsfragen».

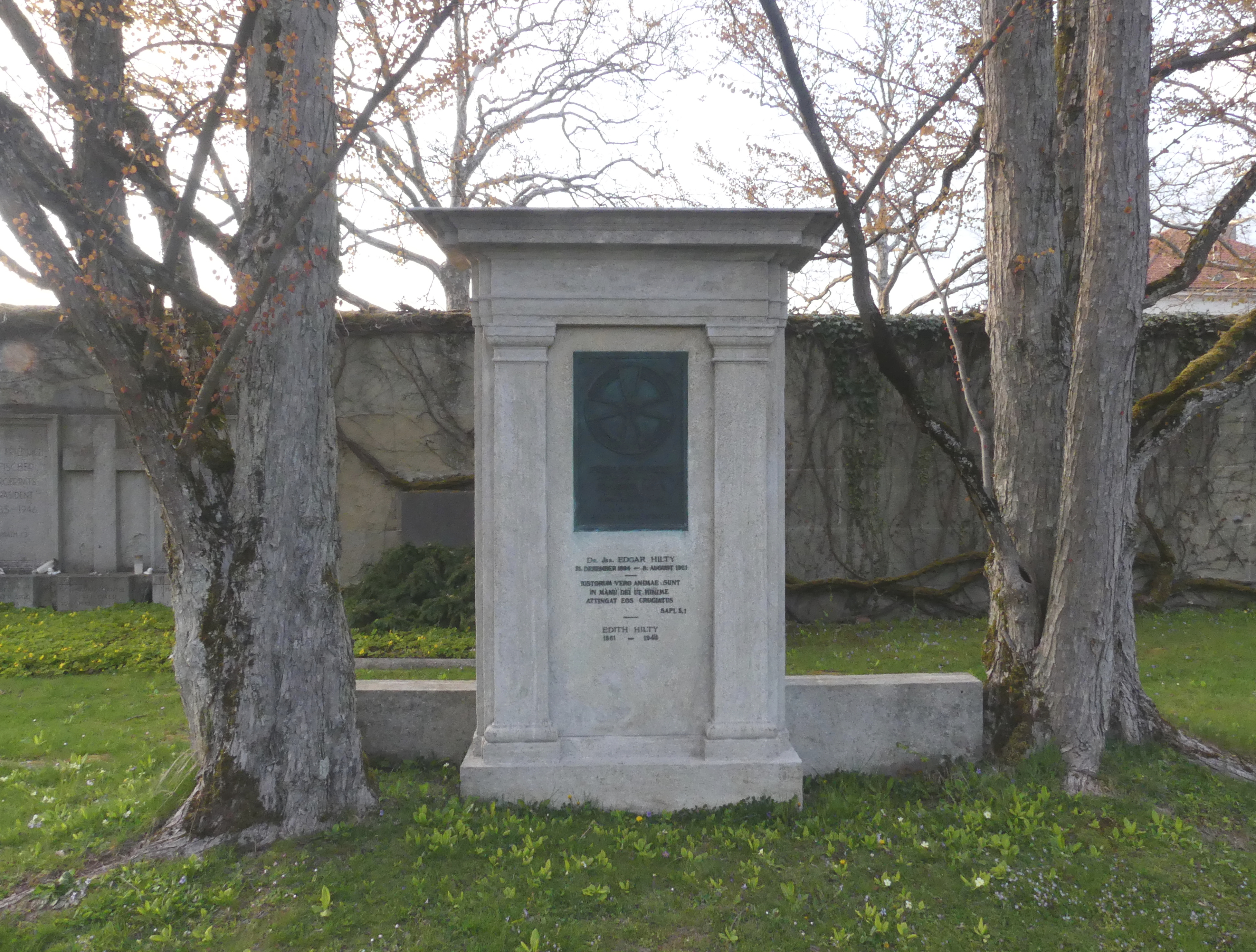
Das Familiengrab

«Der Staat tut sich selbst einen grossen Schaden, wenn er die ganze Hälfte seiner Bürger des Rechtes, sich für die öffentlichen Interessen zu interessieren, und damit notwendig auch der Fähigkeit dazu beraubt. Die Freiheit besteht wesentlich darin, dass man an der Gesetzgebung teilnimmt.»
Hiltys einziger Enkel, Bénigne Mentha, der die juristische Familientradition fortsetzte und sich auf das Urheberrecht spezialisierte, folgerte unter anderem aufgrund eines romantischen Tagebuches seine Großmutter:
«Die Eindringlichkeit, mit welcher er immer wieder auf diese Ursache seines Glückes zurückkommt, ist charakteristisch: man darf annehmen, daß die Verbindung Carl Hiltys mit Johanna Gaertner eine lebendige Quelle gegenseitiger Bereicherung und Fortschritte für beide Eheleute wurde.»

### Letzte Lebensjahre
1897 starb Hilty Ehefrau Johanna.

Hilty starb zwölf Jahre später im Hotel Mirabeau in Clarens bei Montreux am Ufer des Genfersees, wo er noch seinen letzten Text «Pax Perpetua» («Ewiger Frieden») zum politischen Frieden zwischen den Staaten fertiggeschrieben hatte. Der Grabstein auf dem Bremgartenfriedhof im Berner Familiengrab, in dem auch Hiltys Frau Johanna sowie Edgar Hilty (1864-1921) und Edith Hilty (1861-1944) bestattet sind, trägt die Worte 

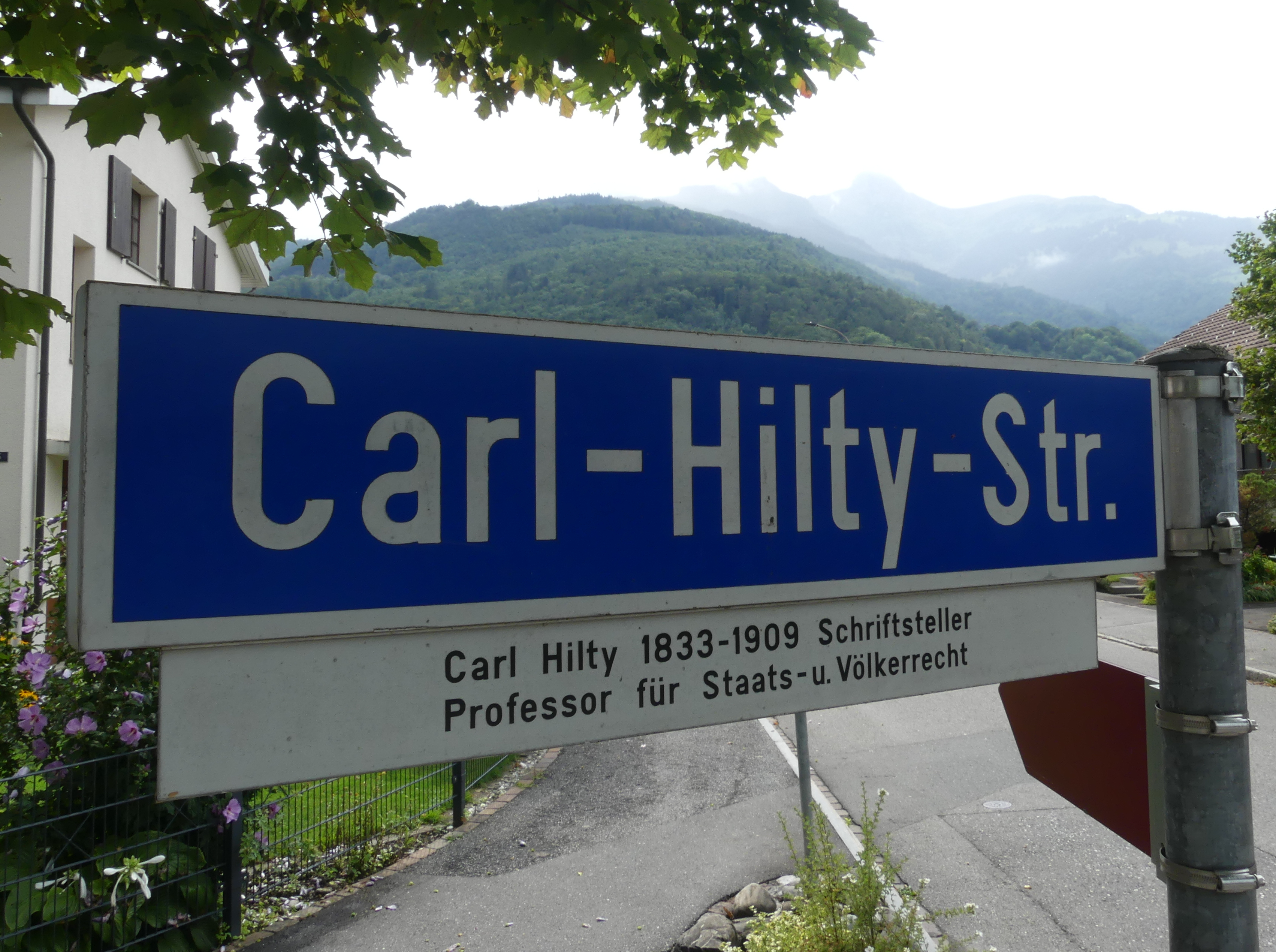
Die Carl-Hilty-Strasse

«amor omnia vincit» («Liebe besiegt alles»).

### Nachleben
1959 ehrte die Schweizerische Post Hilty anlässlich seines 50. Todesjahres mit einer Briefmarke in der Porträtserie zugunsten der Pro Juventute-Stiftung (allerdings als «Karl Hilty»).
In Buchs ist eine Strasse nach Hilty benannt.
2018 gründete sich in der Stadt der Verein Carl-Hilty-Forum, um mit Veranstaltungen das Wissen über Hiltys Gedankengut weiterzuverbreiten.
Hiltys Nachlass befindet sich im Schweizerischen Literaturarchiv in Bern.

## Werke
- Der moderne Gesindevertrag. 2. Aufl. Hitz'schen Buchhandlung, Chur 1893.
- Frauenstimmrecht. In: Hilty, Carl (Hg.): Politisches Jahrbuch der Schweizerischen Eidgenossenschaft. Bern, 1897 (Digitalisat und Volltext im Deutschen Textarchiv).
- Für schlaflose Nächte. Hinrichs, Leipzig 1901.
- Bausteine. Aphorismen und Zitate aus alter und neuerer Zeit. Edward Erwin Meyer, Leipzig/Aarau/Wien 1910.
- Das Evangelium Christi. Mit einigen erläuternden Anmerkungen. Huber, Leipzig/Frauenfeld 1910.
- Bausteine zum Glück. / Epiktets Handbüchlein der Moral. Hrsg. von Raphael Baer. Bär, Niederuzwil 2010, ISBN 978-3-9523212-4-9.
- Politische Verantwortung : Politisches Jahrbuch der Schweizerischen Eidgenossenschaft 1886–1910. Hrsg. von Raphael Baer. Bär, Niederuzwil 2010, ISBN 978-3-9523212-5-6.
- Von der Heiligkeit der Ehe / Meine Grundsätze in der familiären Erziehung / Der mangelhafte Beitrag der staatlich organisierten Schulen für Selbsterziehung und Leben. In: Raphael Baer (Hrsg.): Ehe, Familie, Gesellschaft. Red. Jerzy Kułaczkowski. Bär, Niederuzwil 2011, ISBN 978-3-9523212-6-3, S. 717–730, 731–740, 741–750.
- Moderne Heiligkeit / Die neue Reformation. In: Raphael Baer (Hrsg.): Sankt Gallus: Geschichte – Legende – Interpretation. Bär, Niederuzwil 2011, ISBN 978-3-9523212-7-0, S. 97–104, 136 f.